# Missões diplomáticas de Honduras

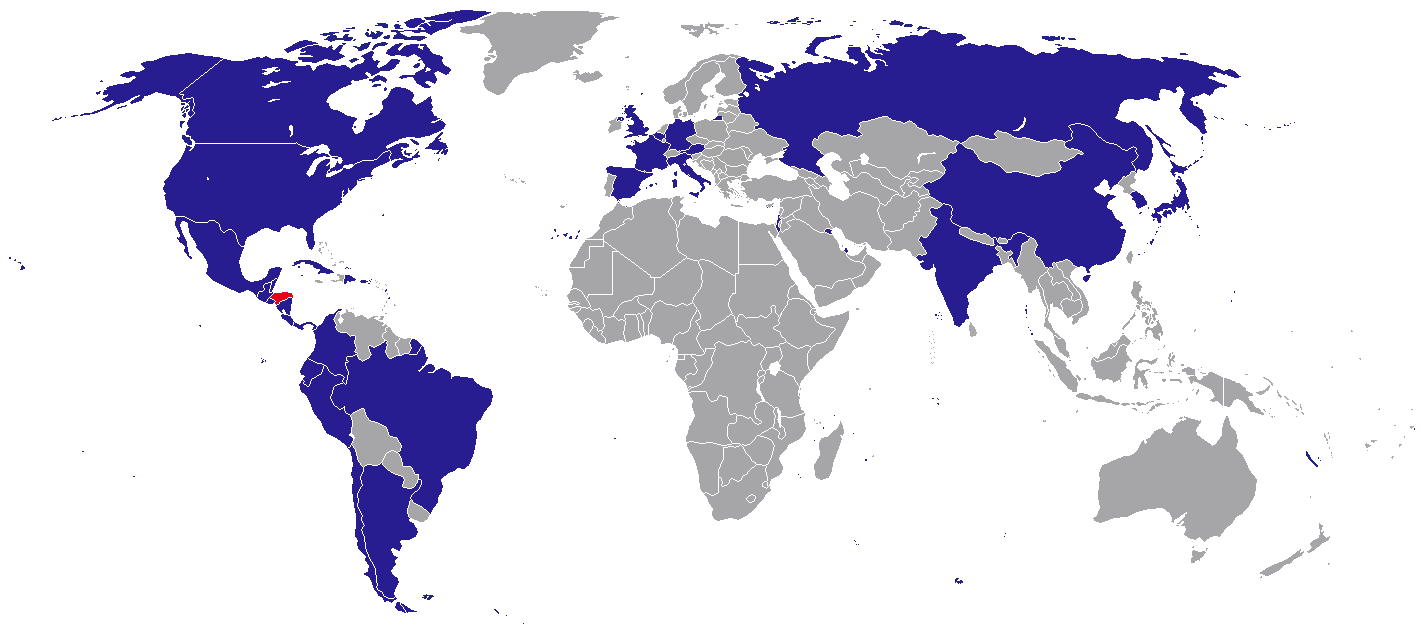
Missões diplomáticas de Honduras

Abaixo estão listadas as embaixadas e consulados de Honduras:

## América
- Argentina
  - Buenos Aires (Embaixada)
- Belize
  - Belize (Embaixada)
- Brasil
  - Brasília (Embaixada)
- Canadá
  - Ottawa (Embaixada)
  - Montreal (Consulado-Geral)
- Chile
  - Santiago (Embaixada)
- Colômbia
  - Bogotá (Embaixada)
- Costa Rica
  - San José (Embaixada)
- Cuba
  - Havana (Embaixada)
- El Salvador
  - San Salvador (Embaixada)
- Equador
  - Quito (Embaixada)
- Estados Unidos
  - Washington, DC (Embaixada)
  - Atlanta (Consulado-Geral)
  - Chicago (Consulado-Geral)
  - Dallas (Consulado-Geral)
  - Houston (Consulado-Geral)
  - Los Angeles (Consulado-Geral)
  - McAllen (Consulado-Geral)
  - Miami (Consulado-Geral)
  - Nova Orleans (Consulado-Geral)
  - Nova Iorque (Consulado-Geral)
  - São Francisco (Consulado-Geral)
- Guatemala
  - Cidade da Guatemala (Embaixada)
- Jamaica
  - Kingston (Embaixada)
- México
  - Cidade do México (Embaixada)
  - San Luis Potosí (Consulado-Geral)
  - Tapachula (Consulado-Geral)
  - Cidade do Veracruz (Consulado-Geral)
  - Acayucan (Agência Consular)
  - Saltillo (Agência Consular)
  - Tenosique (Agência Consular)
- Nicarágua
  - Manágua (Embaixada)
- Panamá
  - Cidade do Panamá (Embaixada)
- Peru
  - Lima (Embaixada)
- República Dominicana
  - São Domingos (Embaixada)
- Venezuela
  - Caracas (Embaixada)

## Ásia
- Coreia do Sul
  - Seul (Embaixada)
- Israel
  - Tel Aviv (Embaixada)
- Japão
  - Tóquio (Embaixada)
- Kuwait
  - Cidade do Kuwait (Embaixada)
- Taiwan
  - Taipé (Embaixada)

## Europa

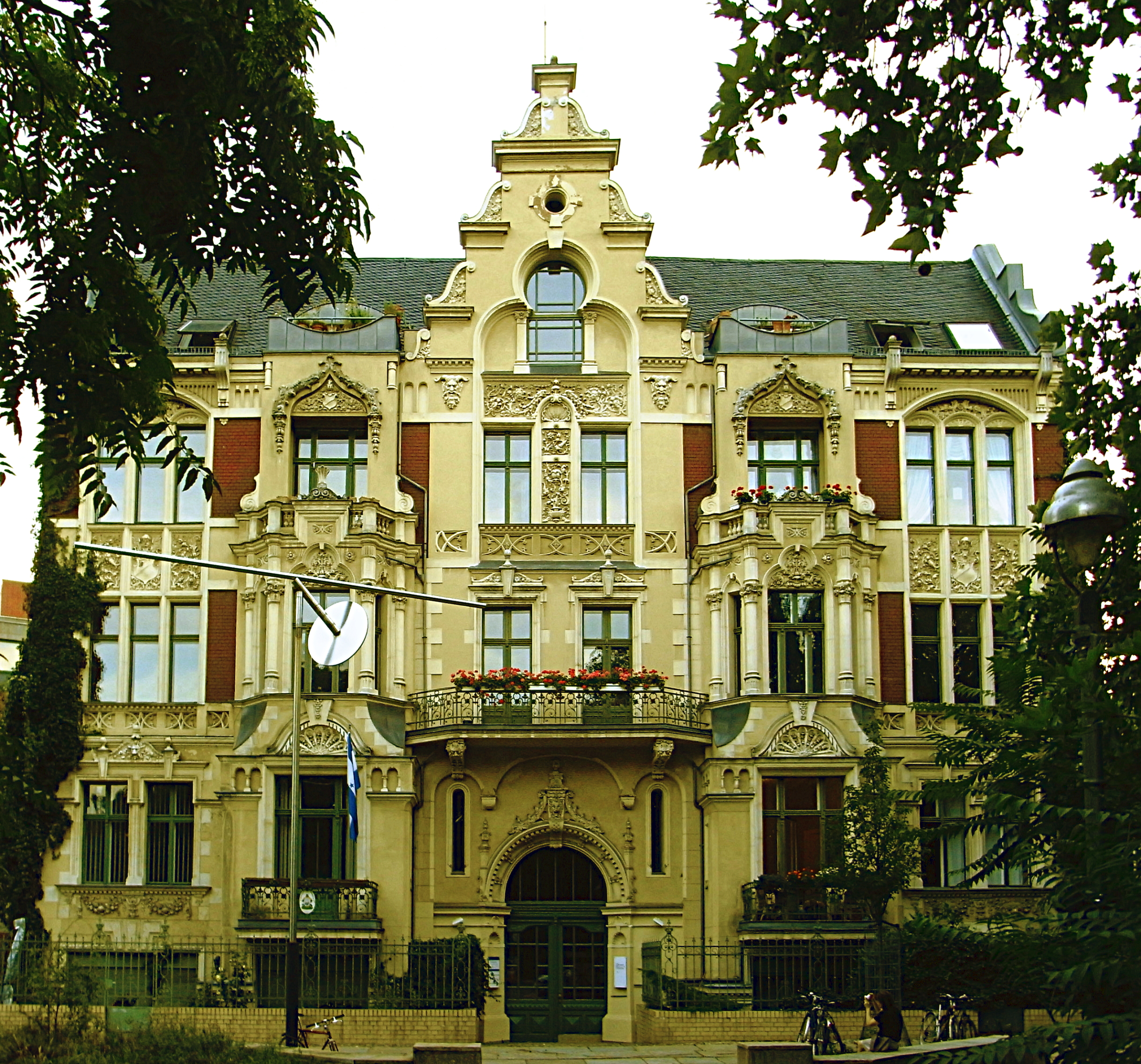
Embaixada de Honduras em Berlin

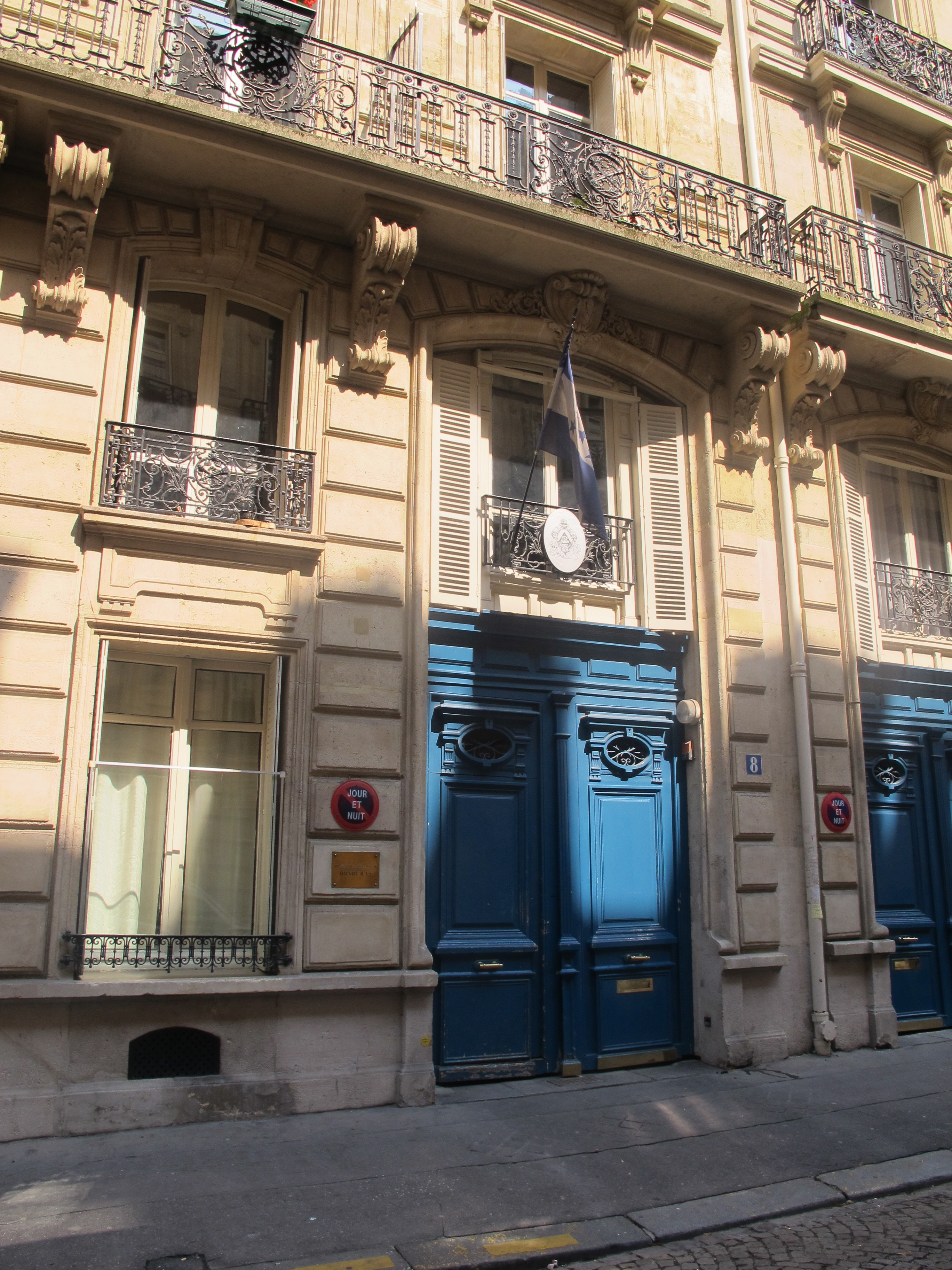
Embaixada de Honduras em Paris

- Alemanha
  - Berlim (Embaixada)
- Bélgica
  - Bruxelas (Embaixada)
- Espanha
  - Madrid (Embaixada)
  - Barcelona (Consulado-Geral)
- França
  - Paris (Embaixada)
- Itália
  - Roma (Consulado-Geral)
- Reino Unido
  - Londres (Embaixada)
- Rússia
  - Moscou (Embaixada)
- Santa Sé
  - Roma (Embaixada)

## Organizações multilaterais
- Bruxelas (Missão permanente de Honduras ante a União Europeia)
- Genebra (Missão permanente de Honduras ante as Nações Unidas e organizações internacionais)
- Nova Iorque (Missão permanente de Honduras ante as Nações Unidas)
- Paris (Missão permanente de Honduras ante a UNESCO)
- Roma (Missão permanente de Honduras ante a Organização das Nações Unidas para a Alimentação e a Agricultura)
- Washington, DC (Missão permanente de Honduras ante a Organização dos Estados Americanos)